# Miyazaki (ciutat)
Miyazaki (宮崎市, Miyazaki-shi) és una ciutat del Japó, capital de la prefectura de Miyazaki, a l'illa de Kyushu. És un centre religiós sintoista. Té un port de pesca important, a la desembocadura de l'Oyodo, i també indústries químiques.